# Невидими животни
„Невидими животни“ е българска неправителствена организация за защита на животните, основана в София през 2021 г.. 

## Мисия и ценности
Мисията на „Невидими животни“ според сайта на организацията е следната: „Нашата мисия е ефективно да работим за създаването на едно по-справедливо общество, в което животните не се третират като предмети за човешка употреба и печалба, а като съзнателни, чувстващи същества със собствена воля, право на свободен живот и защита от жестоко отношение.“
Oрганизацията е част от философското и социално движение за ефективен алтруизъм, което насърчава „използване на доказателства и анализ, за да се разбере как да се помогне на другите възможно най-много, и предприемане на действия, базирани на това“. Ценностите на организацията според сайта включват още: фактологичност и обективност, критично мислене, доверие и автономност, прозрачност и отговорност, радикална искреност, психологическа сигурност и др.

## Ферми за норки
На 8 април 2022 г. „Невидими животни“ публикува кадри от фермата за норки до с. Маджерито, Стара Загора в ефира на „Тази сутрин“ по bTV. Кадрите са заснети през нощта в края на 2021 г. в халетата на фермата, показвайки условията, в които се отглеждат животните там. Подобни кадри са били публикувани за пръв път през 2017 г. Представители на организацията твърдят, че състоянието на фермата и животните видимо се е влошило през годините, и призовават правителството да предприеме действия за забрана на фермите за норки. Кадрите по-късно са отразени и от международни медии, включително от Дейли Мейл (втория най-четен англоезичен онлайн вестник в света) в статия от 19 май 2022 г.

## Кампании

### „Експерименти без животни“
На 10 март организацията започва кампания „Експерименти без животни“ в контекста на Европейската гражданска инициатива „Козметика без жестокост“. Събирането на подписи продължава от 31 август 2021 г. до 31 август 2022 г.
На 19 април „Невидими животни“ публикува видеоклип с редица известни личности, сред които Асен Блатечки, Силвена Роу, Силвия Петкова, Дамян Илиев „Дзами“, Маги Джанаварова, Биляна Йотовска, Биляна Лазарова „Биляниш“, Венцислав Чанов „Венци Венц“ и Жасмин Маджид, като видеото показва техните реакции на записи с реални експерименти върху животни. Видеоклипът достига до общо над 200 хиляди гледания във Facebook и Instagram само за два дни.
Благодарение на това броят подписи от България за Европейската гражданска инициатива „Козметика без жестокост“ за 2 дни нараства от около 3 хиляди до над 25 хиляди. С това България покрива минималния праг от подписи за страната повече от двойно и става втора поред в Европейския съюз по брой подписи на глава от населението.
Към края отчетените валидни подписи от България са над 54 хиляди и общо над 1,2 млн. от ЕС. 

### „Европа без кожи“
На 16 ноември 2022 г. организацията започва кампания за събиране на подписи към Европейската гражданска инициатива „Европа без кожи“. Тя се провежда в целия Европейски съюз до 18 май 2023 г. и цели забрана на производството и търговията с ценни кожи на територията на ЕС.
Началото на кампанията е поставено с мирен протест пред Народния театър и на бул. „Цар Освободител“ в София, на който присъства и надуваемата лисица Лиска – „символ на всяка лисица във фермите в Европа, убивана с токов удар за кожи... и на всяка норка, задушавана в газова камера, за да бъде превърната в луксозно палто или моден аксесоар“. На откриването присъстват редица популярни личности, сред които Марта Желязкова, Ева Георгиева и Ния-Косара от „Ергенът“, а други като Силвия Петкова, Маги Джанаварова и Неда Спасова изразяват подкрепата си за кампанията в социалните мрежи.
На 1 февруари 2023 г.  „Невидими животни“ публикува анонимно видео с разказ на бивш работник от фермата за норки до Стара Загора, в което служителят разкрива рутинните практики при отглеждането и убиването на животните за кожите им. Видеото получава широк отзвук в социалните мрежи (Instagram, Facebook) и медийното пространство.
В края на кампанията събраните и валидни подписи от България наброяват над 71,4 хиляди, а от целия Европейски съюз – над 1,5 млн.

### „Край на клетките“
През 2023 г. организацията настоява за прилагане и подсилване на резултатите от Евопейската гражданска инициатива „Край на клетките“, като насърчава изграждането на движение за животните в България, което да оказва обществен натиск върху отговорните за имплементирането на решенията на европейско и на национално ниво. 
Представител на „Невидими животни“ беше част от публична акция в Брюксел, на която присъстваха и представители на множество други организации в Европа, които настояват за спазване на произлизащите от успешната Европейска гражданска инициатива последствия и прилагане на реформи в законодателството за животните на ЕС съгласно волята на гражданите.
В жалба към омбудсмана на Европейския съюз над 30 организации за животните от цяла Европа, вкл. „Невидими животни”, алармират за нарушеното обещание на Европейската комисия към инициативата „Край на клетките“. „Невидими животни” мобилизира българските граждани да изпращат писма до Председателя на европейската комисия, в които настояват за спазване на обещаната законодателна промяна спрямо събраната подкрепа за инициативата.

### „Клетките са кошмар“
Настоящата кампания на „Невидими животни“ (към 2024 г.) цели забрана на клетките за телета в България. Организацията събира подписи за петицията на сайта bezkletki.bg, a известни личности като Диляна Попова вече публикуваха в социалните мрежи своята подкрепа за инициативата.